# Toppmötet (utställning)
Toppmötet var en vandringsutställning som producerades av den statliga myndigheten Riksutställningar. Den innebar premiär för Riksutställningars så kallade utställningstorn – en form av mångsidig/flexibel utställning som kunde användas på olika vis i skiftande miljöer. Toppmötet var en utställning som togs fram i efterdyningarna av de kravaller som uppstod i samband med EU-toppmötet i Göteborg, juni 2001. Bland annat baserades utställningen på sms-meddelanden från utställningens besökare.

## Bakgrund
Grunden till utställningen Toppmötet är de händelser som blivit kända som Göteborgskravallerna, eller Göteborgshändelserna. Sverige hade för första gången varit ordförandeland i EU när unionens ledning skulle hålla toppmöte i Göteborg i juni 2001. Inbjuden var också USA:s president George W. Bush. Torsdag 14 juni uppstod bråk som utvecklade sig till kravaller som varade fram till lördag 16 juni. Ett stort antal personer skadades under kravallerna, bland annat poliser. De materiella skadorna var omfattande, bland annat i form av sönderslagna polisfordon, krossade skyltfönster och uppeldade utemöbler. Händelserna i Göteborg betecknas ofta som de värsta oroligheterna i Sverige i modern tid och fick ett långt efterspel.
Händelserna inspirerade Riksutställningar till att producera vandringsutställningen Toppmötet med start 2002. Toppmötet skulle använda en ny typ av montersystem med syfte att göra framtida utställningar mer mångsidiga och flexibla än tidigare, bland annat för att snabbt kunna produceras för att kommentera rådande samhällsklimat. Den utställning som projekterades fick arbetsnamnet Makt och motmakt.

## Tema
Toppmötet tog sin utgångspunkt i händelserna i Göteborg, i samband med EU-toppmötet 2001, för att belysa vad som hade hänt ur flera synvinklar, men också hur händelserna skulle påverka framtiden. I anslutning till utställningen Toppmötet anordnades olika former av kringarrangemang, bland annat seminarier, workshops, debattdagar, skolarrangemang, samarbeten med skolor, studieförbund och berörda kommuner, fältdokumentationer, parallella utställningar i egna lokaler.

## Produktion
Den statliga myndigheten Riksutställningar hade producerat vandringsutställningar sedan 1965 och som hade besökt ett stort antal orter över stora delar av Sverige. Målsättningen hos Riksutställningar var att ständigt komma fram med idéer till och metoder för att utveckla utställningsmediet på olika vis. I början av 2000-talet diskuterades möjligheten att kunna konstruera en tålig utställning för utomhusbruk året om. Så här berättar en sammanfattning från Riksutställningar av de så kallade utställningstornen och utställningen Toppmötet:
En stående uppmaning till medarbetarna på Riksutställningar är att föreslå nya utställningsrum. Bruno Tardat och Karl-Gustav Jönsson, som arbetar som tekniker på Riksutställningar, hade under våren år 2001 var sin idé. Bruno funderade över något som kunde stå året om på gator och torg och ändå vara säkert. Karl-Gustav hade funderingar kring bajamajorna, de portabla toaletterna. Johan Attermark, teknisk chef, gav dem i uppdrag att diskutera om detta ett antal timmar tillsammans med Per Sandén, producent på Riksutställningar. Sommaren som följde skissade Karl-Gustav på ett förslag under sin fritid som han kallade för ”Fluktmaja”.
De utställningsmontrar för utomhusbruk – i form av ”torn” – som skulle konstrueras sågs som ”/.../en möjlighet att krympa produktionstiden från idé till färdig utställning för att snabbt kunna delta i den aktuella samhällsdebatten./.../”. Utseendet på de tre tornen påminde om dåtida telefonkiosker.
Hösten 2002 gavs klartecken för produktion av tre utställningstorn, som skulle utgöra formen för utställningen Toppmötet. Innehållsmässigt skulle utställningen ha utgångspunkt i händelserna kring EU-toppmötet i Göteborg året innan. I mitten av augusti började en extern verkstad svetsa stommarna till tre torn, som sedan levererades till Riksutställningar för slutmontering.
- Torn 1 fylldes med ”symbolladdade” föremål från händelserna i Göteborg. Exempel på det var polishjälmar, en så kallad rånarluva, en sovsäck och ”sovkort” från en demonstrant, mobiltelefoner från demonstrant och polis, en gatsten löpsedlar från arrangörsorterna under de fyra dagarna.[1]
- Torn 2 visade filmsekvenser och ett 100-tal stillbilder som filmats/tagits av demonstranterna. Materialet var i huvudsak taget från två håll: Independent Media i Göteborg (ett alternativ till de etablerade medierna) och utställningen ”Vem är den tyske terroristen”, visad på Kulturhuset i Stockholm sommaren efter EU-toppmötet i Göteborg. Torn 2 var ett exempel på ambitionen att skildra händelserna ur flera synvinklar och lyfta fram flera olika uppfattningar. Betraktaren skulle själv få ta ställning.[11]
- Torn 3 var en form av interaktiv monter Den skulle fyllas av allmänhetens egna bidrag till debatten om vad som hände under toppmötet. Torn 3 var ett alternativ till den officiella versionen. Så här beskrev en projektbeskrivning från Riksutställningar visionen med arbetsnamnet ”Makt och motmakt”.

/.../Resultatet från det tredje tornet kan ses som en parallell dokumentation till Göteborgskommitténs utredning. På så sätt kan utställningen med sitt insamlade material ge en relief med ett underifrånperspektiv som kompletterar, eller rent av utmanar, utredningens slutsatser. Förhoppningen är att allt material kan arkiveras och användas inom museernas samtidsdokumentation./.../

### Tidig sms-utställning
Toppmötet var med största sannolikhet en av de första utställningar som baserade en del av innehållet på sms, skickade av utställningens publik. Så här berättar en 53-sidig sammanfattning av Toppmötet om sms-bidragen:
/.../De besökare som tog del av utställningen kunde alltså skriva korta meddelanden på sina mobiltelefoner och sända dem till numret/.../. Detta nummer ledde till en sluss på Riksutställningar där olagliga och kränkande meddelanden sorterades bort. De sms-meddelanden som godkändes av Riksutställningar publicerades sedan via mobiltelefonteknik i utställningen på den display med lysdioder som fanns monterad på värmestugans vägg. Meddelandena kunde på så sätt läsas av andra besökare. Sms-meddelandena som sändes till utställningen finns nu dokumenterade i museernas arkiv.
Totalt godkändes och visades ett drygt 30-tal sms-meddelanden under utställningsturnén. De olika meddelandena kunde delas in i åtta kategorier: 1. Kritik mot polisen. 2. Stöd för polisens arbete. 3. Politiska inlägg och frågor. 4. Oklara sms. 5. Citat och uttalanden. 6. Informativa inlägg. 7. Om utställningen. 8. Reflektioner.
Under visningarna av Toppmötet arrangerades olika former av kringaktiviteter, bland annat i form av så kallade workshops och seminarier av olika slag relaterat till ämnet.

### Produktionsgruppen
- Projektledare och turnéansvarig: Helene Larsson.
- Konstnärlig ledare: Mats Brunander.
- Sakkunnig och innehållsansvarig: Helene Broms.
- Tekniker: Karl-Gustav Jönsson, Bruno Tardat.[12]

## Turné
Vandringsutställningen Toppmötet var så kallat turnélagd från 2002-11-20 fram till och med 2003-05-25. Under tiden visades Toppmötet på åtta orter i Sverige. En upplösning, och därmed nedläggning, av utställningen föreslogs och beslöts från och med 2003-10-06. Orsaken till nedläggningen var att den planerade turnén var slut.

### 2002
- Göteborg, Göteborgs stadsmuseum 20/11-3/12.
- Falköping, Falköpings kulturhus 3/12-22/12.[16]

### 2003
- Jönköping, Jönköpings läns museum 13/1-20/1.
- Eskilstuna, Eskilstuna museum 10/2-23/2.
- Västerås, Ung kultur 27/2-12/3.
- Umeå, Västerbottens museum 7/4-27/4.
- Gävle, Länsmuseet Gävleborg 30/4-7/5.
- Malmö, Malmö museer 12/5-25/5.[16]

## Reaktioner
Vårt Göteborg, 2002-11-20:
Hannes Westbergs anorak som han hade på sig när han sköts av polisen ställs ut. Det är ett av de föremål i Riksutställningars nya vandringsutställning om EU-toppmötet och kravallerna i Göteborg. ”Toppmötet” har premiär på onsdagen och står utomhus utanför Stora teatern. Syftet med utställningen är att skapa fortsatt debatt om demokrati och makt. – Vi hoppas att människor ska börja fundera. Vi vill visa på att det är svåra frågeställningar, säger Helene Larsson som är projektledare på Riksutställningar./.../Meningen är att utställningen, som består av tre torn, ska placeras där mycket människor rör sig. Den ger inga svar utan ska istället väcka frågor om yttrande- och demonstrationsfrihet, rättegångar och åtal, demokrati och makt. Tornen ska anknyta till den aktuella samhällsdebatten. Det första tornet i utställningen visar symbolladdade föremål som är kopplade till demonstrationerna i Göteborg i juni 2001. Där finns till exempel en polissköld, ampull för stelkrampsvaccination, meny för middagen på Gunnebo Slott och tre gatstenar./.../Till alla föremålen finns också berättelser av dem som hade föremålen och som var med. Ett av föremålen i montern är den skottskadade Hannes Westbergs anorak som han hade på sig när han sköts av polisen. Till detta föremål har Hannes Westbergs pappa skrivit en berättelse om hur han uppfattade det som hände. Alla dessa berättelser kan läsas på Internet, på Stadsmuseet eller i en pärm vid tornet. I det andra tornet visas rörliga bilder från demonstrationerna och EU-toppmötet./.../I det tredje tornet får besökarna ha sina egna funderingar om framtiden och om makt och demokrati. De kan antingen lämna skrivna lappar i en brevlåda eller skicka in SMS som visas på en rullande display på tornet. – Det blir Sveriges första samtidsdokumentation med SMS, berättar Helene Larsson./.../

## Ekonomi
Produktionsbudgeten för Toppmötet beräknades 2002-10-03 till totalt 289 000 kronor. Turnébudgeten beräknades 2002-08-26 till 35 000 kronor för 2 orter 2002 och 136 500 kronor för 6 orter 2003.
De lokala utställarna betalade mellan 2 000 kronor och 6 000 kronor för att få visa Toppmötet.